# Registro Nacional de Tumores Infantiles

## Historia
El Registro Español de Tumores Infantiles (RETI-SEHOP), antes denominado Registro Nacional de Tumores Infantiles (RNTI-SEOP) surge en 1978 gracias al Profesor Colomer, en aquel momento jefe del Departamento de Pediatría de la Universidad de Valencia por un lado, y por otro al Centro de Comunicación e Informática Biomédica de la misma Universidad como un proyecto de colaboración junto con la Sociedad Española de Hematología e Oncología Pediátricas (SEHOP). En febrero de 1984 se publicaron las primeras cifras de casos de cáncer infantil entre los años 1980 y 1982 en la revista Anales de Pediatría. En 1987 recibe la calificación de registro de cáncer monográfico de mayor volumen en Europa.
El 11 de diciembre de 2007 la Fundación Científica de la Asociación Española Contra el Cáncer (AECC) firma un convenio de 3 años con la RETI-SEHOP (antes SEOP) para el soporte de este registro.
Actualmente las fuentes de financiación del RETI-SEHOP son:: la Fundación de Oncología Infantil Enriqueta Villavecchia, la Asociación Española de Pediatría, el Instituto de Salud Carlos III (ISCIII) y la Red Temática de Investigación Cooperativa en Cáncer (RTICC).
Recibe también el apoyo del Ministerio de Sanidad, Servicios Sociales e Igualdad (MSSSI).

## Objetivo
Como registro, la RETI-SEHOP cataloga los casos de cáncer infantil, analiza, sintetiza y evalúa los resultados y los progresos de la Oncología pediátrica en España. Pero no se trata de una simple base de datos sino de un proyecto científico, hoy en día referencia internacional que desarrolla proyectos de investigación epidemiológica (incidencia, distribución geográfica y evolución), de estudio de supervivencia y que colabora con el estudio de las causas y la lucha contra el cáncer infantil.
Además también realiza una función de vigilancia de los protocolos y de los efectos secundarios de los tratamientos.

## Actividades y Publicaciones
El registro del RETI-SEHOP se actualiza gracias a la colaboración (gratuita) de los oncopediatras españoles que pertenecen a los 44 Centros Informantes de Cáncer autonómicos y provinciales de España. Posteriormente, el mantenimiento y análisis de los datos es realizado por el Instituto López Piñero del Consejo Superior de Investigaciones Científicas y la Universidad de Valencia.
El RETI-SEHOP publica anualmente un informe detallando el estado del cáncer infantil en España al que es posible acceder a través de su página web. Más de 125 trabajos científicos han sido publicados en revistas internacionales de alto índice de impacto.
A nivel nacional, el RETI-SEHOP participa en varios proyectos junto con el ISCIII y la Red Temática de Investigación Cooperativa de Cáncer (RTICC).
A nivel internacional, el RETI-SEHOP trabaja en 7 proyectos europeos: ENCCA, ACCIS, EUROCARE-5, EUROCOURSE, CONCORD-2 e ICC-3.